# 貉越

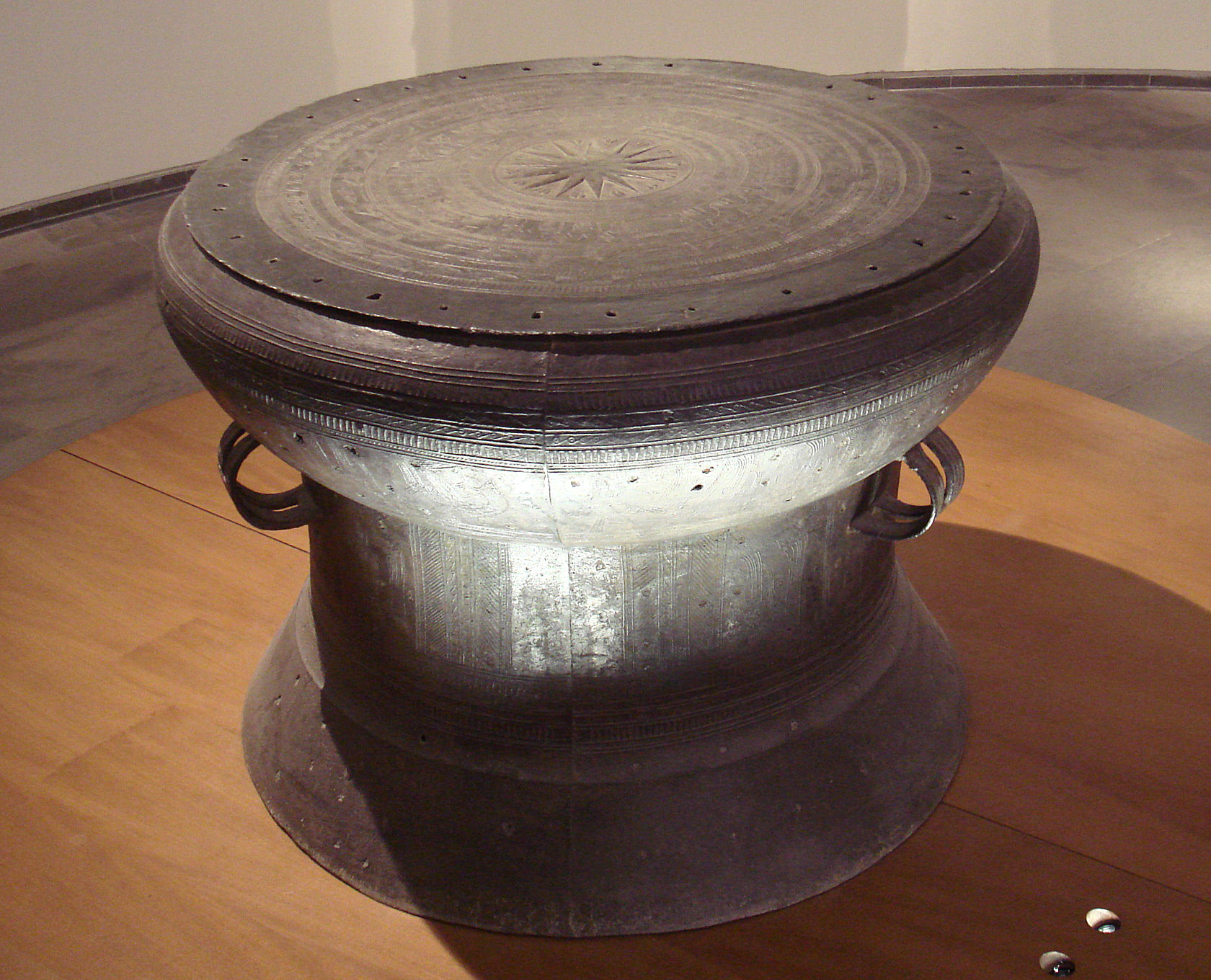
貉越の青銅製銅鼓 (紀元前1000年代)

貉越 (らくえつ、雒越または駱越とも書く) は後に越を建てた於越に祖を持つ百越の一国で、中国広東省南西部、広西省南部、ベトナム北部一帯にまたがり、中心部は交趾郡一帯にあった。
雒越の「雒」は水田を意味し、彼らは農業で生計を立てていた。雒越人は戦国時代は広西に住んでおり、鬱林に都を置いた西甌人と同じ地域で共存していたため、古文書でも同類視されている。その後、南越国に併合され、漢はここに交趾郡、九真郡、日南郡などを置いた
百越の中でも最も発展が遅れていたが銅鼓を作る技術は高かった。戦国時代末期には紅河一帯に移動し、甌雒を建てた。甌雒は後漢の時代に「里人」と名を改めた。貉越に一番近い民族はキン族やムオン族などのオーストロアジア語族で、彼らのドンソン文化は東南アジア各国に広がっている。